# Kelly Loeffler
Kelly Lynn Loeffler (/lɛflər/; Bloomington (Illinois), 27 november 1970) is een Amerikaans bestuurder en politicus van de Republikeinse Partij. Van 6 januari 2020 tot 20 januari 2021 was ze senator voor Georgia, als door de gouverneur van die staat benoemd opvolger van de om gezondheidsredenen afgetreden Johnny Isakson.
Voor haar politieke carrière was Loeffler bestuursvoorzitter van Bakkt, een dochteronderneming van het door haar echtgenoot Jeffrey Sprecher opgerichte en geleide miljardenbedrijf Intercontinental Exchange. Sprecher is tevens voorzitter van de New York Stock Exchange. Loeffler is mede-eigenaar van Atlanta Dream, een vrouwenbasketbalploeg uit Atlanta die meedraait in de Women's National Basketball Association.
Tijdens haar senatorschap werd Loeffler beschuldigd van handel met voorkennis door vlak na een vertrouwelijke Senaatsbriefing over COVID-19 voor miljoenen dollars aan aandelen in coronagevoelige bedrijven te verkopen. Ook kocht ze na de briefing op 24 januari 2020 voor honderdduizenden dollars aan nieuwe aandelen, waaronder in teleconferentiebedrijven die later zouden profiteren van het coronavirus.
Op 5 januari 2021 verloor ze de tweede ronde van de speciale Senaatsverkiezingen in Georgia van de Democratische kandidaat Raphael Warnock. De eerste ronde van de speciale Senaatsverkiezingen vond plaats op 3 november 2020. Loeffler nam het op tegen Warnock en achttien andere kandidaten, waaronder afgevaardigde Doug Collins, Deborah Jackson en Matt Lieberman. Omdat geen van de kandidaten meer dan de helft van de stemmen kreeg, vond er op 5 januari 2021 een tweede verkiezingsronde plaats tussen koplopers Warnock en Loeffler.
Op dezelfde dag won de Democratische kandidaat Jon Ossoff de tweede verkiezingsronde voor de andere Senaatszetel van Georgia van de voormalige Republikeinse senator David Perdue. Hiermee kwam de zetelverdeling in de Senaat uit op 50-50, wat met de doorslaggevende stem van de Democratische vicepresident neerkwam op een meerderheid voor de Democraten.